# Nyota
Nyota ist ein weiblicher Vorname. Der Name kommt aus dem Swahili (Suaheli) und bedeutet Stern.

## Verbreitung
In Deutschland wird der Name seit 2010 hin und wieder vergeben, von 2010 bis 2023 etwa 30 Mal. In der Schweiz tragen vier Personen den Namen (Stand 2023). Der Name kommt in Österreich seit 1984 nur zwei Mal in den Vornamenscharts vor, und zwar jeweils in den Jahren 2002 und 2014.
Der Name Nyota wurde in Belgien von 1995 bis 2023 insgesamt 32 Mal gewählt. Die Vergabe ist auch in Frankreich, Dänemark und Schweden nachgewiesen. In den USA kommt der Name seit 10 Jahren fast jährlich in den Hitlisten vor, in diesem Zeitraum wurden circa 60 Mädchen so genannt. Nyota wird in Kanada seit Ende der 1980er immer wieder bei der Namenswahl berücksichtigt, jedoch in einem geringen Umfang.

## Namensträgerinnen

### Vorname
- Nyota Thun (1925–2021), deutsche Literaturwissenschaftlerin

### Kunstfigur
- Lieutenant Nyota Penda Uhura, einzige Frau in der Kerncrew des originalen Raumschiffs Enterprise